# Strana rovných příležitostí
Strana rovných příležitostí byla česká politická strana, která vznikla v lednu 2012 s cílem „hájit nejen zájmy Romů, ale všech sociálně slabých vrstev“. Původně se měla jmenovat Adaj, což v romštině znamená „tady jsme“. Veřejností byl tento název parodován z důvodu stereotypní představy české společnosti o Romech, protože v něm někteří lidé našli šifru, že je to zvolání na majoritní společnost, která by jim měla „Dát peníze“, a proto „A daj!“. Prvním předsedou strany byl člen rady vlády pro národnostní menšiny Štefan Tišer. 
Strana hodlala prosazovat zvýhodnění a zpřístupnění dotačních programů pro malé a střední podnikatele zaměstnávající lidi vedené na Úřadu práce, omezení provozování hracích automatů, potírání projevů nesnášenlivosti, rasismu, diskriminace a antisemitismu a zřízení ministerstva pro lidská práva a národnostní menšiny.
O založení strany se uvažovalo již déle, rozhodnutí založit ji následovalo v návaznosti na nepokoje na Šluknovsku.